# Céline Laforge
Céline Laforge (15 mei 1985) is een Belgisch voormalig volleybalster.

## Levensloop
Laforge was actief bij Dauphines Charleroi en Richa Michelbeke. Later keerde ze terug naar Charleroi. In 2016 kondigde ze aldaar haar afscheid aan. Na een pauze sloot ze in 2021 aan bij VC Binchois.
Daarnaast was Laforge actief bij de Belgische nationale ploeg. Met de nationale equipe nam ze onder meer deel aan het Europees kampioenschap van 2007.
Haar zus Caroline was eveneens actief in het volleybal.